# Жужелица шероховатая
Жужелица шероховатая, или брызгун-улиткоед (лат. Carabus (Procerus) scabrosus), — вид жуков-жужелиц из подсемейства настоящих жужелиц.

## Описание
Крупные жуки с длиной тела 32—55 мм. Самки крупнее самцов. Надкрылья с грубой крупнозернистой скульптурой. Окраска тела варьирует от чёрно-синей до синяя, иногда с фиолетовым или зелёным оттенком, блестящая. Передняя спинка заметно сужена впереди, её передний край уже основания, поверхность грубо морщинистая или зернистая. Нижняя сторона тела чёрная, с металлическим блеском.

## Ареал
Юго-Восточная Европа (Балканский полуостров), Кавказ, Западная Азия (Турция, северный Иран). В Крыму вид представлен двумя эндемичными подвидами: Carabus scabrosus tauricus Bonelli, 1811 и Carabus scabrosus crimeanus Mazzi et Cavazzuti, 2014. На Кавказе обитает эндемичный подвид жужелица кавказская (Carabus (Procerus) scabrosus caucasicus Adams, 1817). В 2018 году популяция C. s. crimeanus обнаружена за пределами Крыма, в Мелитополе (Запорожская область)

## Биология
Встречается на каменистых склонах с травянистой и кустарниковой растительностью, в балках, садах, виноградниках, парках, в лесах. Жуки встречаются на поверхности почвы, часто в опавшей листве. Активны в различное время суток, но наиболее активны ночью. Встречаются на протяжении всего вегетационного периода, начиная с апреля. Наиболее активны весной и в начале лета. Жуки быстро бегают. Жуки и личинки - являются активными хищниками. Питается преимущественно наземными брюхоногими моллюсками. Отмечено также питание личинками насекомых, дождевыми червями. Поедая улитку жуки не разгрызают раковину, а выедают моллюска погружая голову и переднеспинку в устье раковины. Сытые жуки могут зарываться в почву на несколько дней. При опасности из конца брюшка извергает едкую бурую жидкость с резким запахом, которая, при попадании в глаза, может вызвать рези и быстро проходящие конъюнктивиты.
Спаривание и яйцекладка происходит весной, обычно в апреле. Стадия развития яиц длится примерно 1—2 недели. Самка откладывает до 70–120 яиц за год. Имеет одно или двухлетнюю генерацию. Отдельные жуки живут до трех лет. Зимуют имаго и личинки (различного возраста).

## Численность
Численность подвержена колебаниям и отчасти связана напрямую с количеством осадков и соответственно количеством кормовой базы в виде наземных моллюсков. Во «влажные года» увеличивается количество виноградной улитки, пропорционально возрастает и популяция жуков.

## Подвиды
| - Carabus scabrosus akbesianus Breuning, 1975 - Carabus scabrosus amasicus Csiki, 1927 - Carabus scabrosus armenius Zaitzev, 1930 - Carabus scabrosus audouini Brullé, 1835 - Carabus scabrosus bulgharmaadensis Bodemeyer, 1915 - Carabus scabrosus bureschianus Breuning, 1928 - Carabus scabrosus callipygius Cavazzuti, 1986 - Carabus scabrosus caucasicus Adams, 1817 - Carabus scabrosus colchicus Motschulsky, 1844 - Carabus scabrosus crimeanus Mazzi et Cavazzuti, 2014 - Carabus scabrosus culminicola (Cavazzuti, 1989) - Carabus scabrosus dardanellicus Kraatz, 1886 - Carabus scabrosus elbursianus Mandl, 1958 - Carabus scabrosus estegeicus (Cavazzuti, 1989) - Carabus scabrosus fallettianus (Cavazzuti, 1997) | - Carabus scabrosus ispiratus Cavazzuti, 1986 - Carabus scabrosus mentor Blumenthal & Breuning, 1967 - Carabus scabrosus montisabanti Schweiger, 1962 - Carabus scabrosus munzurensis Cavazzuti & Lassalle, 1987 - Carabus scabrosus propinquus Csiki, 1927 - Carabus scabrosus scabrosus Olivier, 1795 - Carabus scabrosus schuberti Breuning, 1968 - Carabus scabrosus sommeri Mannerheim, 1844 - Carabus scabrosus sterilis Bodemeyer, 1915 - Carabus scabrosus tauricus Bonelli, 1810 - Carabus scabrosus transversalis Csiki, 1927 - Carabus scabrosus weidneri (Lassalle, 1990) |